# Begonia crinita
Begonia crinita là một loài thực vật có hoa trong họ Thu hải đường. Loài này được Oliv. ex Hook.f. mô tả khoa học đầu tiên năm 1871.